# بیرون آمدن (فیلم ۲۰۰۰)
«بیرون آمدن» (انگلیسی: Coming Out (2000 film)) یک فیلم به کارگردانی کیم جی وون و شین ها کیون است که در سال ۲۰۰۰ منتشر شد. از بازیگران آن می‌توان به شین ها کیون اشاره کرد.